# Clavaria echinobrevispora
Clavaria echinobrevispora är en svampart som beskrevs av R.H. Petersen 1988. Clavaria echinobrevispora ingår i släktet Clavaria och familjen fingersvampar.   Inga underarter finns listade i Catalogue of Life.